# Team Amateur
Team Amateur ist eine deutschsprachige Indie-Pop-Band aus Berlin. Ihre Musik weist Einflüsse aus verschiedenen Genres wie Hip-Hop, Pop, Singer-Songwriter und Elektropop auf.

## Geschichte
Die Band wurde im Jahr 2004 ursprünglich als reines Studioprojekt von Michael Hank und dem Schauspieler Tim Sander gegründet. Die ersten zehn Jahre der Bandgeschichte verbrachten die beiden ausschließlich damit, im Studio ihren sehr eigenen Sound, geprägt von verschachtelten Rhythmen und analogen Synthesizern, zu entwickeln. Im Jahr 2013 lief das erste Mal eines ihrer Lieder auf Radio Fritz in der Sendung Unsigned. Dadurch wurde das Berliner Independent-Label Rummelplatzmusik auf Team Amateur aufmerksam und nahm die Band Anfang 2014 unter Vertrag.
Die erste Single Schieß mir ins Knie / Zeitlupe erschien am 6. Juni 2014. In dieser Zeit wuchs Team Amateur auch zu einer Liveband heran. Die Schlagzeugerin Caroline Weber und der Bassist Max Köhrich stießen zur Band hinzu, die fortan live in dieser Viererbesetzung spielte.
Am 14. November 2014 erschien das Debütalbum der Band, Feuer und Freizeit, das eine breite mediale Öffentlichkeit erreichen konnte und teils begeisterte Kritiken und zahlreiche Radioairplays und TV-Präsenz vorweisen konnte. Das Release wurde begleitet von mehreren Konzerten sowie Radio- und TV-Liveauftritten. Am 2. Mai 2015 erschien der erste Teil der Vinyl-Ausgabe von Feuer und Freizeit, ergänzt durch eine Deutschlandtour.

## Diskografie
- 2014: Schieß mir ins Knie / Zeitlupe (Single, Rummelplatzmusik)
- 2014: Feuer und Freizeit (Album, Rummelplatzmusik)
- 2015: Feuer und Freizeit – Teil 1 (Vinyl-Mini-Album, Rummelplatzmusik)